# 王露 (音樂家)
王露（1877年—1921年11月17日），字心葵，號雨帆、露白，山東諸城人，中國諸城派古琴演奏家、琵琶演奏家。與王心源、王冷泉合称“诸城琅琊三王”。

## 生平
王露在出生於光緒三年（1877年）諸城的一個世家大族，幼時曾隨父親學琴及王冷泉所傳琴曲。十五歲時開始從王心源習琴，同時又向“白雲道人”馬氏學習琵琶。十九世紀末到1903年間曾遍游全國各地拜訪古琴名家。
1904年或1906年去日本東洋音樂學校留學，學習西方樂理知識。在日期間曾協助孫中山成立同盟會，并結識了章太炎。1909年或1912年歸國。因不願接受袁世凱的邀請而回鄉斲琴。1915年在濟南設立“音樂傳習會”（即德音琴社），與夏溥齋成為莫逆之交，後者曾為其作《王露傳》，收於《鲁东賸稿》中，亦在同年的《大東日報》刊發。5月北洋政府政事堂礼制馆受命制作国歌《中華雄立宇宙間》，由王露作曲、蔭昌作詞。當年10月完成《斫桐集》。
1918年經章太炎推薦，被蔡元培邀請到北京大學任教。1919年組織並參與「音樂研究會」，擔任國樂導師一職，教授古琴和琵琶。同年和楊昭恕、宋澤等人創辦《音樂雜誌》，並發表多篇論文與曲譜。又發起「絲竹樂改進會」。1921年在《音樂雜誌》第二卷上發表《斫桐集》。同年11月17日在諸城病逝。

## 軼事
王露生前藏有數十張古琴，其中尤以宋代琴“玉澗鳴泉”為最愛。此琴加入玉石粉製成的“八寳灰”髹漆，金徽玉軫，非常精致。民囯初兵亂中與傢中其他珠寶一起失竊，但王露只為此琴提供懸賞，數月之後仍然音信杳無，因此“食寢幾費”。後來此琴被一鄉童在山寺中找到，因此其“翻疑為夢，遂割腴田四十畝以酬之”。據説此琴在1960年由其後人轉讓給山東省藝術專科學校，后來又轉給山東省博物館，但現在博物館中的“玉澗鳴泉”琴卻並非原物，而琴上所題的也是“玉潤鳴泉”。
他生前勵志“斵琴千床，分贈琴友，以資提倡”，但因爲早逝而斫至240餘張而止。

## 音樂風格
- 查阜西言其「在演奏技巧方面也不很突出，他的入室弟子張友鶴留下的唱片就很滯澀而無感染力」。[6]

## 著作
- 《玉鹤轩琴学摘要》
- 《玉鹤轩琵琶谱》
- 《斫桐集》
- 《秋水山房诗抄》
- 《琴律三准说》